# 教務
教務（きょうむ）とは、
1. 学校、予備校、学習塾等において、教育や学習に関する事務のこと
2. 教団、宗派などでの宗門上の事務のこと

をいう。
以下、学校等に関する教務（特に学校に関する教務）について述べる。
学校、予備校、塾等において教務（きょうむ）とは、教育や学習に関する事務を指す。特に学校においては、校務分掌の1つとして、ほぼ全ての学校で位置づけられている。

## 概要
教務は基本的に、学校等において、その運営に関する事務の全般を受け持つ。生活指導・進路指導に比べると、直接的に児童・生徒・学生に関わる部分が薄いため、普段児童・生徒・学生が意識する機会は少ないであろうが、学校等の運営の根幹となる分掌である。学校等によって異なるが、具体的には以下のような仕事が挙げられる。
- 教育課程（カリキュラム）の検討・作成
- 年間（月間）行事予定の作成
- 時間割の作成
- 授業・チャイム（時程）の管理（授業の交換・変更など）
- 学籍・成績評価に関する事務処理
  - 指導要録・調査書・通知表などの作成・管理
  - 転学、編入学、退学等の対応
  - 出席簿の管理
  - 学級名簿の作成・管理
- 定期考査の運営
- 教科用図書・副教材に関する事務処理
- 視聴覚機材の管理
- 入学式・卒業式等の儀式的行事の運営
- 教育実習の受け入れ
- その他学校運営に必要な事務

学校等によっては庶務を兼ねていることもあり、その場合は特に職員室や印刷室など、教職員が使用する施設・設備の管理を請け負うこともある。具体的には、
- 職員室のレイアウトの検討
- 印刷室内の紙類の整備

などである。
特に近年、学校等のコンピュータの普及も手伝って、コンピュータに関する機材の管理を教務で扱う学校等が多い。